# 30 aprilie
ianuarie • februarie • martie  • aprilie  • mai  • iunie  • iulie  • august  • septembrie  • octombrie  • noiembrie  • decembrie
30 aprilie este a 120-a zi a calendarului gregorian și ziua a 121-a în anii bisecți. Mai sunt 245 de zile până la sfârșitul anului.

## Evenimente

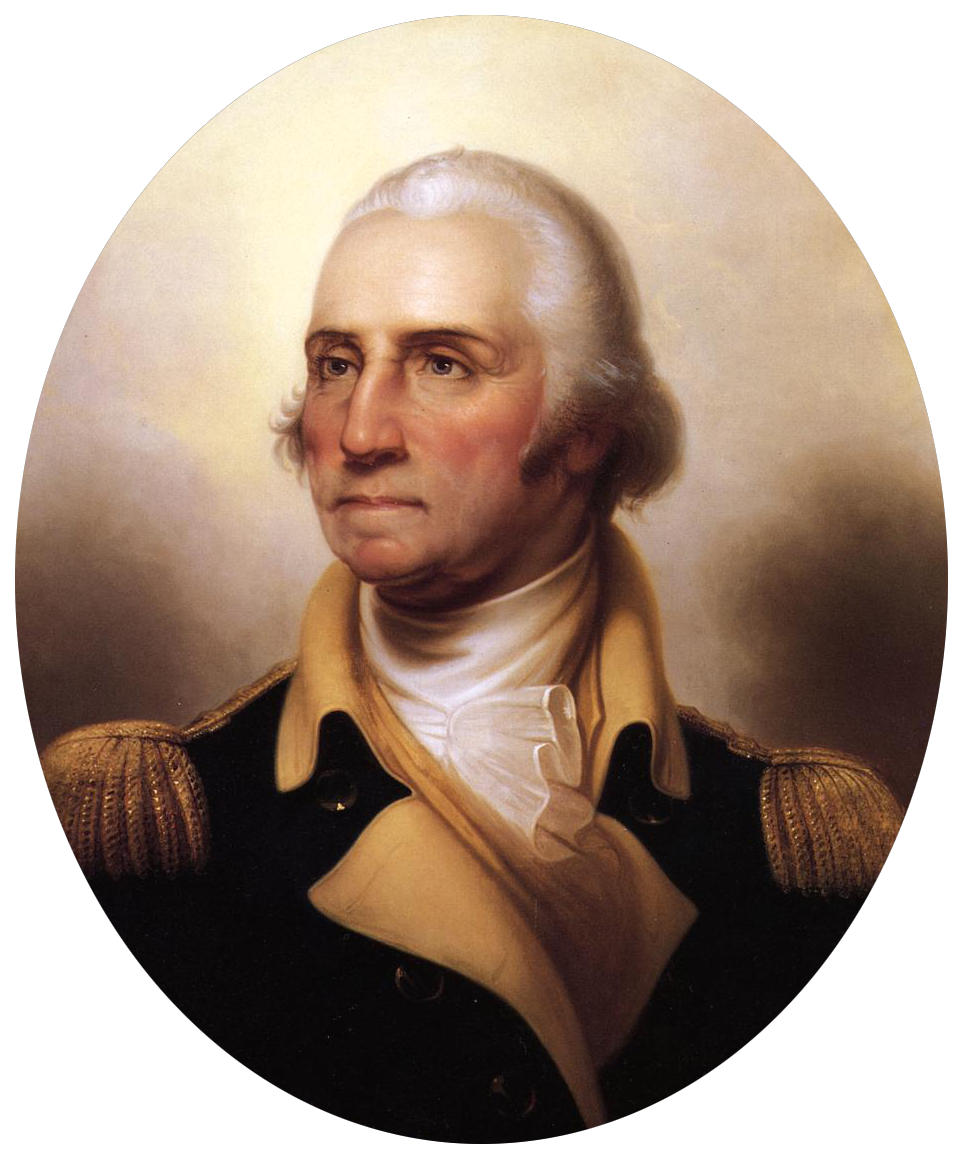
1789: George Washington depune jurământul, devenind astfel primul președinte al Statelor Unite.

1945: Armata Roșie arborează drapelului sovietic pe clădirea Reichstagului din Berlin.

- 0313: Împăratul roman Licinius unifică Imperiul Roman de Răsărit sub comanda sa.
- 1638: Patriarhul Chiril Lukaris sfințește Mănăstirea Podgoria Copou din Iași, ctitorie a domnului Vasile Lupu.
- 1789: Pe terasa de la Federal Hall din Wall Street, New York, George Washington depune jurământul, devenind astfel primul președinte al Statelor Unite.
- 1803: SUA cumpără de la Franța teritoriul Louisiana în schimbul sumei de 80 milioane franci-aur.
- 1844: Alexandru Ioan Cuza s-a căsătorit cu Elena Rosetti-Solescu, fiica cea mare a postelnicului Iordache Rosetti și a Catincăi Rosetti, născută Sturdza. Cu acest prilej, Cuza a refuzat să primească țiganii robi trecuți în lista dotală a soției, fiind astfel primii care au acceptat hotărârea Adunării Obștești din 31 ianuarie 1844, de dezrobire a țiganilor.
- 1896: Se adoptă Legea învățământului primar și normal-primar (Legea Poni). Prin aceeași reglementare se înființează Casa Școalelor, care va avea în atribuție administrarea fondurilor destinate construirii de edificii școlare și achiziționarea mobilierului aferent.
- 1897: Mihail Sadoveanu a debutat în ziarul umoristic "Dracul" din București. Sub pseudonimul Mihai din Pașcani, viitorul romancier publica schița umoristică de 40 de rânduri sub titlul "Domnișoara Mxxxx Falticeni".
- 1902: A avut loc, la Paris, premiera operei Pelléas et Mélisande de Claude Debussy.
- 1937: În Filipine a avut loc un plebiscit referitor la dreptul femeilor de a vota. Au putut participa doar bărbații care, în majoritate (peste 90%), au fost de acord ca femeile să se bucure de acest drept.
- 1939: Franklin Delano Roosevelt este primul Președinte american care a apărut pe postul de televiziune.
- 1945: Adolf Hitler, împreună cu soția lui, Eva Braun, se sinucid la Führerbunker după ce au fost căsătoriți cu o zi înainte. În aceeași zi, Armata Roșie arborează drapelului sovietic pe clădirea Reichstagului din Berlin.
- 1948: A fost creată Organizația Statelor Americane (OSA). Această organizație internațională guvernamentală își are sediul la Washington, D.C. (membri: 35 de state și 24 de observatori permanenți; obiective: securitatea continentală; soluționarea pașnică a conflictelor dintre statele membre).
- 1970: Președintele american Richard Nixon anunță că forțele Statelor Unite și ale Vietnamului de Sud vor invada Cambodgia pentru atacarea "templelor" folosite de forțele comuniste.
- 1975: Eliberarea totală a Vietnamului (Ziua Victoriei).
- 1980: La vârsta de 42 de ani, Prințesa Beatrix devine regină a Țărilor de Jos, după abdicarea mamei sale, regina Iuliana.
- 1988: La Dublin, Irlanda, Céline Dion câștigă a 33-a ediție a concursului muzical Eurovision pentru Elveția cu piesa "Ne partez pas sans moi".
- 1990: Deschiderea, la Lisabona, a Centrului Nord–Sud al Consiliului Europei.
- 1993: Jucătoarea iugoslavă de tenis de câmp, Monica Seles, numărul 1 mondial, este înjunghiată de un fervent suporter al lui Steffi Graf.
- 1991: Un ciclon care a lovit Bangladesh-ul a dus la uciderea a 138.000 de oameni.
- 2001: Dennis Tito, primul turist spațial decolează pe o navetă rusească cu destinația Stația Spațială Internațională.
- 2002: Un referendum în Pakistan consfințește pentru încă 5 ani regimul militar al lui Pervez Musharraf.
- 2004: A fost observat SASSER, un «Computer worm», care doar în câteva zile a infectat o mare parte din computerele din lumea întreagă.
- 2013: Regina Beatrix a Olandei abdică, iar Willem-Alexander, Prinț de Orania urcă pe tronul Țărilor de Jos ca regele Willem-Alexander al Olandei. El este primul rege al Olandei de la moartea stră-stră-bunicului său din 1890, regele Willem al III-lea.
- 2025: Fostul episcop al Hușilor, Corneliu Bârlădeanul, a fost condamnat la opt ani de închisoare cu executare pentru abuzurile sexuale împotriva elevilor de la seminarul teologic. Episcopia Hușilor a transmis „că regretă profund suferințele cauzate victimelor”.[1]

## Nașteri
- 1245: Filip al III-lea al Franței (d. 1285)
- 1310: Cazimir al III-lea al Poloniei, ultimul rege polonez din dinastia Piast (d. 1370)
- 1553: Louise de Lorraine-Vandémont, soția regelui Henric al III-lea al Franței (d. 1601)
- 1651: Jean-Baptiste de La Salle, reformator educațional francez și sfânt catolic (d. 1719)
- 1661: Louis Armand I, Prinț de Conti (d. 1685)
- 1662: Regina Maria a II-a a Angliei (d. 1694)

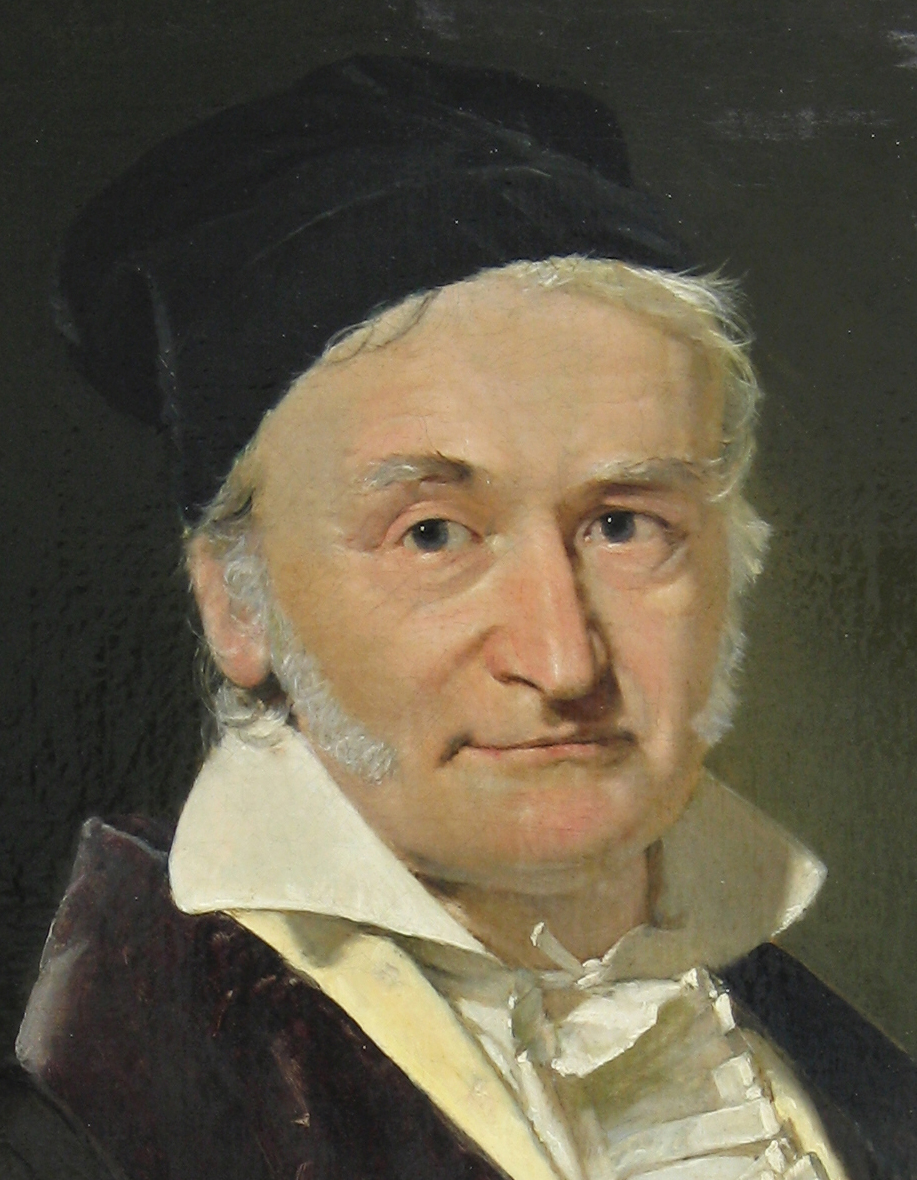
Carl Friedrich Gauss, matematician german
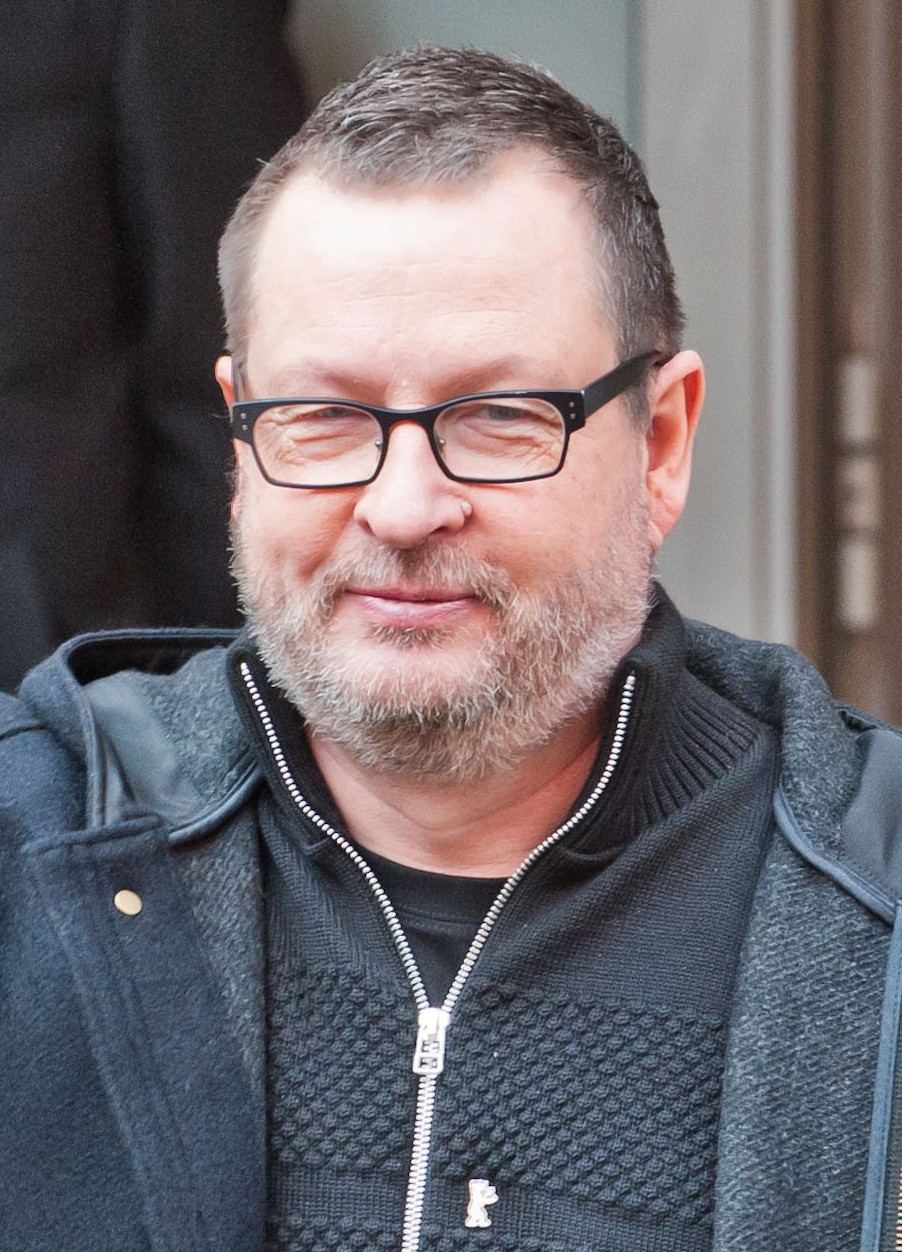
Lars von Trier, regizor danez
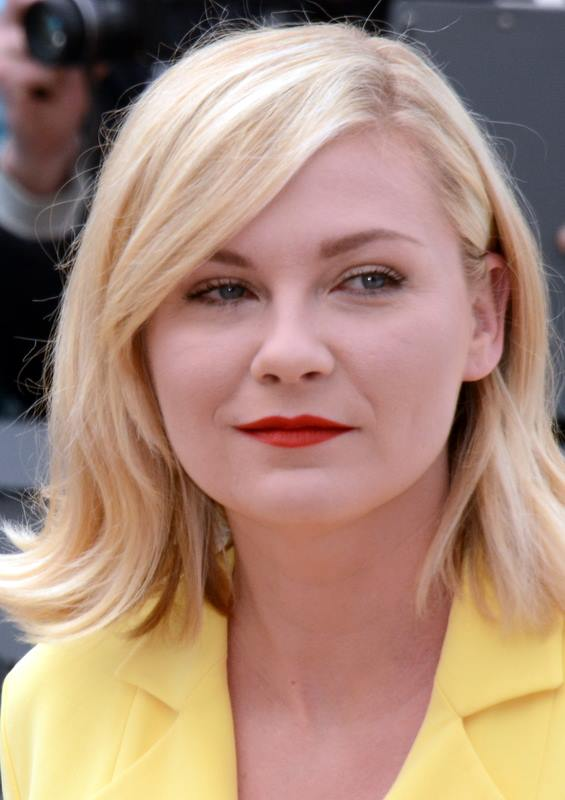
Kirsten Dunst, actriță americană

- 1664: François Louis, Prinț de Conti, general francez (d. 1709)
- 1777: Carl Friedrich Gauss, matematician, astronom german (d. 1855)
- 1796: Adolphe Crémieux, avocat și politician francez de origine ebraică (d. 1880)
- 1803: Albrecht von Roon, om de stat prusac, al 10-lea prim-ministru al Prusiei (d. 1879)
- 1838: Gustave Deloye, sculptor francez (d. 1899)
- 1857: Eugen Bleuler, psihiatru elvețian (d. 1940)
- 1864: Juhan Liiv, poet estonian (d. 1913)
- 1870: Franz Lehár, compozitor austriac (d. 1948)
- 1883: Jaroslav Hašek, prozator ceh (d. 1923)
- 1893: Joachim von Ribbentrop, diplomat nazist (d. 1946)
- 1895: Ion Vinea, poet, prozator, traducător român (d. 1964)
- 1901: Simon Kuznets, economist ucrainean, laureat Nobel (d. 1985)
- 1902: Theodore Schultz, economist american, laureat Nobel (d. 1998)
- 1909: Regina Juliana a Olandei (d. 2004)
- 1926: Septimiu Sever, actor român de teatru și film (d.  2017)
- 1937: Francisc Bartok, pictor român (d. 1987)
- 1940: Burt Young, actor, pictor și autor american (d. 2023)
- 1944: Jill Clayburgh, actriță americană (d. 2010)
- 1946: Carl al XVI–lea Gustaf, regele Suediei
- 1955: Radu Călin Cristea, critic literar, scriitor, eseist și jurnalist român (d. 2020)
- 1956: Lars von Trier, regizor danez
- 1961: Thomas Schaaf, fotbalist și antrenor german de fotbal
- 1979: Anca Badiu, cântăreață română
- 1981: John O'Shea, fotbalist irlandez
- 1982: Kirsten Dunst, actriță americană
- 1984: Gwendolyn Gourvenec, actriță franceză

## Decese
- 0065: Lucan, poet roman (n. 39)
- 0535: Amalasuntha, regină a ostrogoților (n. c. 495)
- 1632: Regele Sigismund al III-lea Vasa al Poloniei și Suediei (n. 1566)
- 1655: Eustache Le Sueur, pictor francez (n. 1617)
- 1755: Jean-Baptiste Oudry, pictor francez (n. 1686)
- 1837: Luise Eleonore de Hohenlohe-Langenburg, ducesă și regentă de Saxa-Meiningen (n. 1763)
- 1883: Edouard Manet, pictor francez (n. 1832)
- 1908: Dimitrie Negreanu, fizician român (n. 1858)
- 1933: Anna de Noailles (născută Brâncoveanu), scriitoare franceză (n. 1876)
- 1945: Adolf Hitler, politician german, conducător (Führer) al Germaniei Naziste (n. 1889)
- 1945: Eva Braun, soția lui Adolf Hitler (n. 1912)

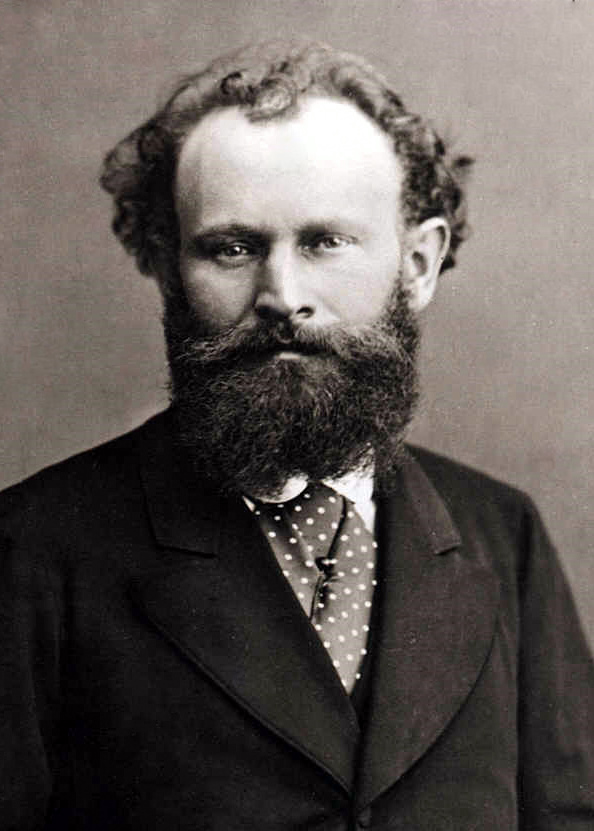
Edouard Manet, pictor francez
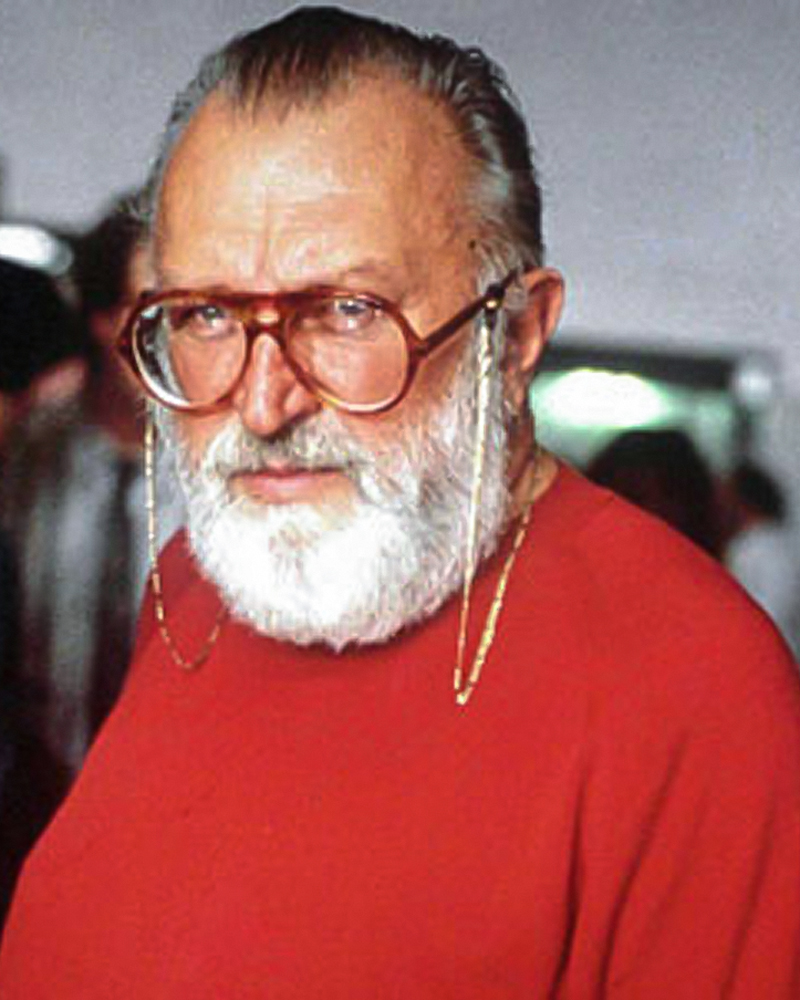
Sergio Leone, regizor italian
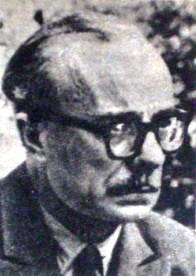
Ernesto Sabato, scriitor argentinian

- 1949: Lajos Ágner, scriitor, istoric literar, orientalist maghiar (n. 1878)
- 1979: Pantelimon Halippa, poet, publicist (n. 1883)
- 1983: George Balanchine, coregraf de origine rusă (n. 1904)
- 1989: Sergio Leone, regizor, producător, scenarist italian (n. 1929)
- 1994: Roland Ratzenberger, pilot austriac (n. 1960)
- 1998: Nizar Qabbani, poet sirian (n. 1926)
- 2003: Vasile Deheleanu, fotbalist român (n. 1910)
- 2006: Jean-François Revel, scriitor și ziarist francez (n. 1924)
- 2011: Ernesto Sabato, scriitor, pictor și fizician argentinian (n. 1911)
- 2016: Harold Kroto, chimist britanic, laureat Nobel (n. 1939)
- 2017: József Árpád Habsburg, membru al Casei de Habsburg-Lorena (n. 1933)
- 2021: Ioan Pop de Popa, medic român (n. 1927)
- 2022: Mino Raiola, impresar olandezo-italian de fotbal  (n. 1967)
- 2024: Paul Auster,  eseist, poet, prozator, scenarist și traducător american (n. 1947)

## Sărbători
- Ziua națională a Regatului Țărilor de Jos. Ziua Reginei (Olanda)
- Biserica Ortodoxă Română: Sf. Iacob (apostol), fratele Sf. Ioan Evanghelistul
- Ziua Internațională a Jazzului